# Liste der Wappen in der Provinz Lecce
Liste der Wappen in der Provinz Lecce beinhaltet alle in der Wikipedia gelisteten Wappen der Provinz Lecce in der Region Apulien in Italien. In dieser Liste werden die Wappen mit dem Gemeindelink angezeigt.

## Wappen der Provinz Lecce

Provinz Lecce
Lage in Italien

## Wappen der Gemeinden der Provinz Lecce

Acquarica del Capo
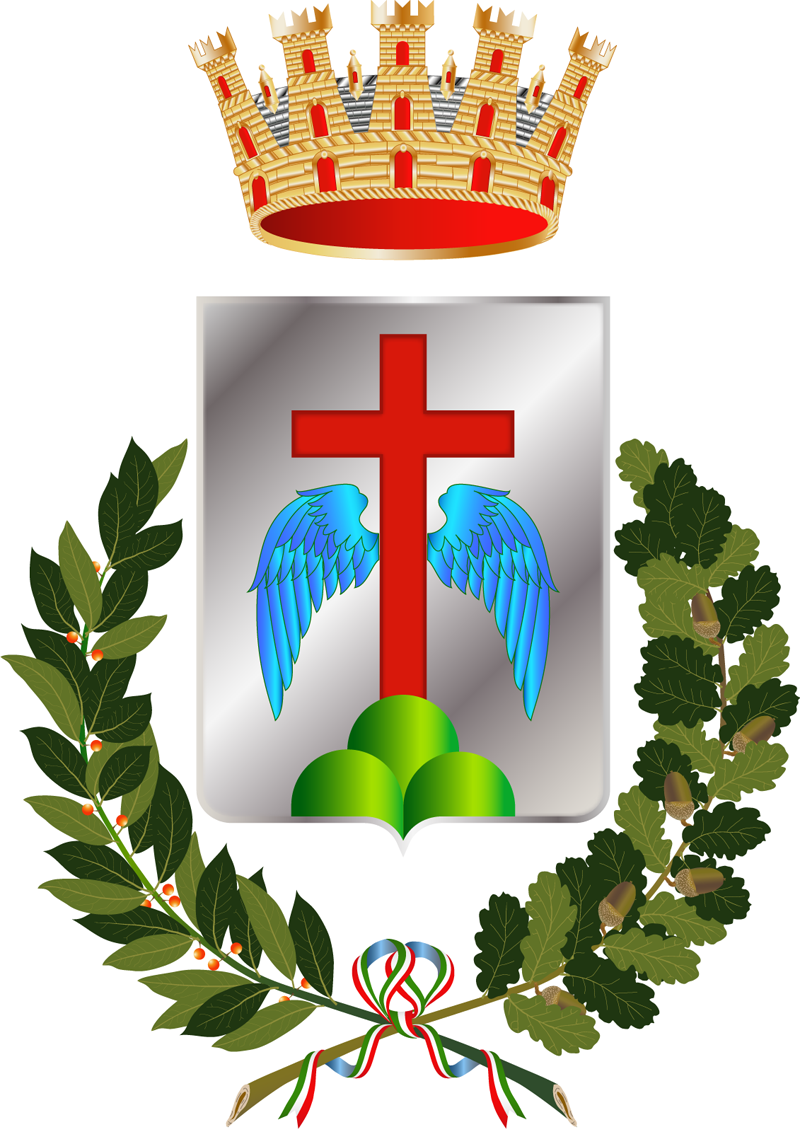
Alessano
Alezio
Alliste
Andrano
Aradeo
Arnesano
Bagnolo del Salento
Botrugno
Calimera
Campi Salentina
Cannole
Caprarica di Lecce
Carmiano
Carpignano Salentino
Casarano
Castri di Lecce
Castrignano de’ Greci
Castro
Cavallino
Collepasso
Copertino
Corigliano d’Otranto
Corsano
Cursi
Cutrofiano
Diso
Gagliano del Capo
Galatina
Galatone
Giuggianello
Giurdignano
Guagnano
Lecce
Lequile
Leverano
Lizzanello
Maglie
Martano
Martignano
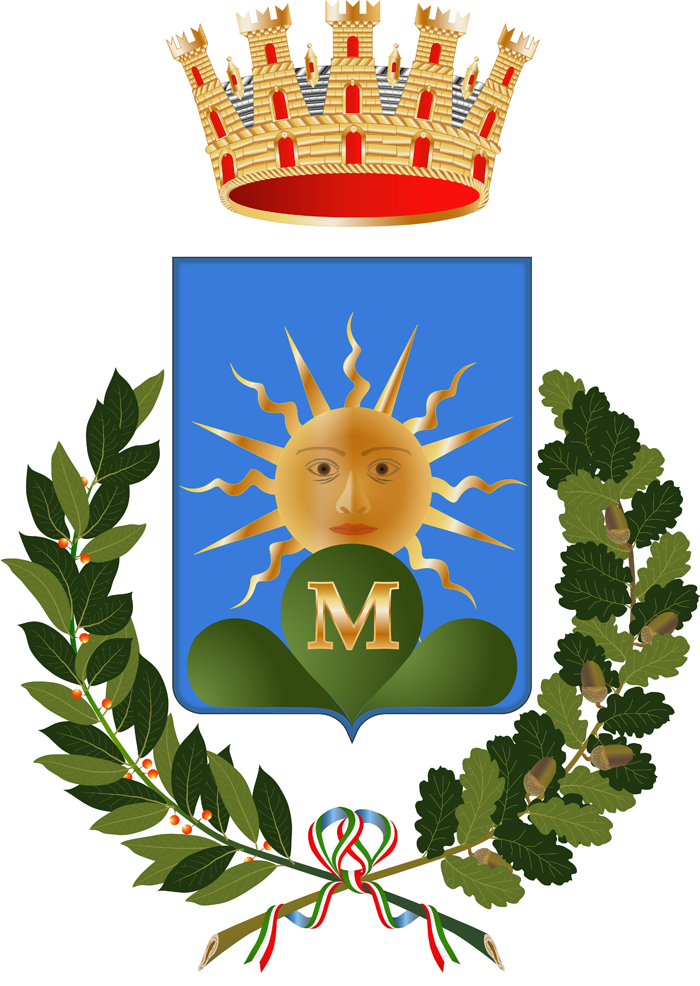
Matino
Melendugno
Melissano
Melpignano
Miggiano
Minervino di Lecce
Monteroni di Lecce
Montesano Salentino
Morciano di Leuca
Muro Leccese
Neviano
Nociglia
Novoli
Ortelle
Otranto
Palmariggi
Parabita
Patù
Poggiardo
Porto Cesareo
Presicce
Racale
Ruffano
Salice Salentino
Salve
San Cassiano
San Cesario di Lecce
San Donato di Lecce
San Pietro in Lama
Sanarica
Sannicola
Santa Cesarea Terme
Scorrano
Seclì
Sogliano Cavour
Soleto
Specchia
Spongano
Squinzano
Sternatia
Supersano
Surano
Surbo
Taviano
Tiggiano
Trepuzzi
Tricase
Tuglie
Ugento
Uggiano la Chiesa
Veglie
Vernole
Zollino